# Zebrahead
Zebrahead es una banda estadounidense de rock, formada en La Habra, California, Estados Unidos en 1996. Actualmente está formada por Ali Tabatabaee, Dan Palmer, Ben Osmundson, Ed Udhus y Adrian Estrella.

## Historia

### Primeros años (1996 - 1998)
La banda se formó 1996 por Ed Udhus y Greg Bergdorf (baterista y guitarrista de la banda 409), el bajista Ben Osmundson (antes de 3-Ply), y el guitarrista Justin Mauriello (antes de Once There). Los cuatro músicos, cuyas bandas compartían el mismo sitio de ensayo, experimentaron nuevos sonidos juntos, y pronto se hicieron amigos. Después de decidir que querían probar sus opciones musicales, Greg, Justin, Ben y Ed dejaron sus anteriores bandas para formar Zebrahead. El grupo, influido por Fugazi y The Descendents, mezclaron el pop punk con el rap en su música y con el tiempo incluyeron en el grupo al rapero Ali Tabatababee.

### Avance (1998 - 2003)
Después de sacar el titulado EP Zebrahead (también conocido como The Yellow debido a la cubierta) en la discográfica indie Doctor Dream Records en mayo de 1998, Zebrahead firmó un contrato con Columbia Records para la puesta en venta del debut Waste of mind, que apareció más tarde ese mismo año. La banda publicó luego el álbum Playmate of the year a mediados de 2000 y el Stupid Fat Americans EP en 2001 exclusivamente para Japón. Zebrahead se dirigió a Europa junto a Green Day para promocionar los discos y actuaron en varios festivales. A lo largo de los años, también compartieron escenario con bandas como Less Than Jake, Kottonmouth Kings, 311, MxPx, Reel Big Fish, Unwritten Law y Goldfinger. Tres años después, en 2003, publicaron MFZB (alias Mother Fucking Zebrahead Bitch), que la banda pasó la mayor parte de su tiempo promocionando en Japón, donde enseguida el disco llegó a ser disco de oro. Tocaron en festivales como “Summer Sonic Festival” y “Punkspring”.

### La salida de Justin Mauriello (2004)
Poco después de su tour japonés en 2004, el cantante y guitarrista Justin Mauriello salió del grupo para perseguir otros intereses. La noticia de su salida se dio a conocer a los fanes de la banda a través de la web oficial en diciembre de 2004. Su salida no agrado a los fanes, ya que la dinámica de cantar/rapear entre él y Ali era crucial para el sonido del grupo. El mismo mes, Matty Lewis (anteriormente de la banda Jank 1000) recibió una llamada del gerente de Zebrahead Todd Singerman (que anteriormente tuvo trato con Jank 1000), y fue informado de que Zebrahead estaba buscando un nuevo cantante. Matty se estableció en California para probar, y después de haber sido impresionados con lo que vieron, los cuatro miembros restantes lo nombraron oficialmente el nuevo cantante, al que presentaron en un secret show en el Anaheim House of Blues el 12 de marzo de 2005.

### Broadcast to the World(2005 - 2007)
Después de dos años desde su último CD, Zebrahead, ahora con un nuevo vocalista, lanzaron su quinto álbum de estudio Broadcast to the World el 22 de febrero de 2006. Después de giras por Europa y Reino Unido a principios de junio de 2006, incluyendo un spot en Reino Unido en el anual “UK download festival”, Zebrahead pasó el resto del verano en EE. UU. en el Warped Tour. Durante este tiempo su actual álbum “Broadcast to the world” salió a la venta el 3 de julio en Europa a través de la discográfica alemana SPV. El 24 de octubre de 2006, por fin salió el disco en Estados Unidos y Canadá, a través de la discográfica Icon Mes. El resto de 2006 y 2007 estuvieron de gira por Europa y EE. UU. como parte de la gira mundial de Broadcast to the World.

### Phoenix(2007 - 2009)
Después de un largo periodo sin saber noticias sobre el grupo, los usuarios de https://web.archive.org/web/20171012124322/http://mfzb.com/ quisieron tener alguna, así que Zebrahead respondió mediante la publicación de una actualización de vídeo en YouTube que prometieron que iba a ser el primero de muchos. El video hablaba del proceso de grabación y escritura de canciones del nuevo disco. En octubre de 2007 Zebrahead regresó con una gira en el Reino Unido la cual era parte del “Get Happy Tour”, en la cual compartieron escenario con Army of Freshmen, The Bloodhound Gang y Bowling For Soup. Zebrahead regresó al “Download 2008″ (Reino Unido) después de su primera aparición en 2006. El resto de 2007, la banda siguió escribiendo canciones para el nuevo álbum. En marzo de 2008 Zebrahead entró en el estudio y grabó 18 canciones para su nuevo álbum. Las dos primeras canciones, incluida “The art of breaking up” fueron grabadas con Howard Benson, mientras que los 16 restantes fueron grabadas con Cameron Webb. Zebrahead publicó un video para que los fanes se hiciesen una idea sobre lo que iba a ser el disco el mismo mes. Zebrahead volvió a Reino Unido y Europa en junio para dar comienzo a una gira y actuar en varios festivales como Download, Leeds Slam Dunk Festival y Greenfield Festival. Varias canciones del nuevo disco hicieron que ganasen más fama en directo. El 17 de mayo de 2008, se reveló a través del MySpace oficial del grupo que el próximo álbum se titularía Phoenix. El 8 de julio de 2008, se publicó un nuevo EP titulado Not the new album EP. Este EP fue puesto en venta para promocionar el nuevo disco: Phoenix. El 5 de agosto, Phoenix se puso en venta en EE. UU. y Canadá. El 11 de septiembre, la banda anunció fechas de gira para el Reino Unido, Europa y Japón de octubre a diciembre de 2008. La banda compartió escenario con los canadienses Simple Plan en la gira europea. En 2009 repitieron en su gira por Europa cosechando un gran éxito.

### Panty Raid(2009 - 2011)
Tras el éxito de sus dos últimos álbumes, Broadcast to the world y Phoenix, Zebrahead publicó a finales de 2009 Panty raid, un álbum compuesto de versiones realizadas por Zebrahead de temas de otros artistas. Un ejemplo lo encontramos en su tema principal de Panty raid: "Girlfriend", una versión de la canción del mismo título de Avril Lavigne. Dieron una gira por Europa entre marzo y mayo de 2010.

### Get Nice!(2011 - 2013)
En agosto del 2010, Zebrahead anunció que habían comenzado a trabajar en un nuevo álbum de estudio y que iban a empezar a grabar antes de que finalice el año. La banda confirmó más tarde en la primavera de 2011, la lista de temas y fechas de lanzamiento de su nuevo álbum, que se titularía "Get Nice!", Que posteriormente fue puesto en libertad las canciones "Ricky Bobby" y la canción "Get Nice!" como los sencillos de promo antes de la publicación del álbum en junio y julio de 2011.
Para ayudar a promover el álbum "Get Nice!", Zebrahead comenzó una gira. La banda toca en salas y festivales de toda Europa, Japón y Australia, y el plan para iniciar una gira por los EE. UU. a principios de 2012.

### Call Your Friendsy partida de Greg  (2013 - 2014)
Entre julio y agosto de 2013 se anunció saldría a la venta el reciente álbum de estudio de la banda "Call Your Friends" y entre los meses de marzo y julio se empezaron a subir en la página oficial de la banda vídeos y cosas nuevas sobre este nuevo álbum. Se anunció que el álbum sería puesto en venta en el mes de agosto del año 2013 antes de irse de gira para promocionar el disco. En el mes de junio, el guitarrista de la banda Greg Bergdorf anuncio mediante su página de Facebook que iba a dejar la banda para pasar más tiempo con su familia. El guitarrista Dan Palmer de Death By Stereo, lo suplantara como guitarrista principal.

### Way More BeeryGreatest Hits? Volume 1 & The Early Year - Revisited(Actualidad)
A principios de septiembre Zebrahead lanzó una nueva campaña a través de PledgeMusic, con la que pretenden recaudar fondos para financiar la edición de un nuevo disco + DVD en directo, que fue grabado en Alemania, titulado "Way More Beer". El grupo destinó un 2% de lo recaudado al hospital infantil de Orange County. También se ha mencionado que ya están trabajando en su nuevo álbum de estudio el cual no se sabe nada más, exceptuando que llevan relativamente 50 ideas después de una semana entera de estudio. Se estima que este álbum contará con canciones ligeramente más sucias y potentes en las guitarras lo cual apenas está iniciando.
La banda anunció la publicación de un disco recopilatorio titulado "Greatest Hits? Volume 1". El cual saldrá a la venta el 11 de marzo de 2015, aunque solo estará disponible en Japón. La banda ha regrabado algunas de sus viejas canciones para esta publicación, presumiblemente debido al cambio de vocalista hace ya unos años.
Más tarde la banda ha confirmó que publicará esta misma colección en el resto del mundo el 21 de abril de 2015, esta vez siendo titulada "The Early Years – Revisited". Esta edición también incluirá diversos temas regrabados incluyendo un nuevo tema titulado "Devil On My Shoulder". La versión en formato físico contendrá un bonus track titulado "Sex, Lies & Audiotape", tema que está incluido en su anterior entrega Call Your Friends.
El 26 de abril de 2021, Zebrahead anunció mediante su cuenta oficial de Facebook la partida de Matty Lewis, quien acompañó a la banda desde 2004.

## Miembros
- Ali Tabatabaee - Voz, (1996-actualidad).
- Dan Palmer - Guitarra solista, Coros (2013-actualidad).
- Ben Osmundson - Bajo, (1996-actualidad).
- Ed Udhus - Batería, (1996-actualidad).
- Adrian Estrella - Guitarra rítmica, voz, (2021-actualidad).

### Exmiembros
- Justin Mauriello - Guitarra rítmica, Voz, fundador, (1996–2004).
- Greg Bergdorf - Guitarra solista, (1996-2013)
- Matty Lewis - Guitarra rítmica, voz, (2004-2021).

## Discografía

### Álbumes de estudio
| Álbumes |
| --- |
| Yellow - Fecha de lanzamiento: 21 de mayo de 1998 - Discográfica: Doctor Dream Records - Productor: Zebrahead - Sencillos: N/A - Tracks: "Check", "All I Need", "Swing", "Walk Away", "Bootylicious Vinyl", "Hate", "Mindtrip", "Chrome", "Jag Off", "Song 10" |
| Waste of Mind - Fecha de lanzamiento: 13 de octubre de 1998 - Discográfica: Columbia Records - Productor: Howard Benson - Sencillos: "Get Back", "The Real Me", "Feel This Way", "Someday" - Tracks: "Check", "Get Back", "The Real Me", "Someday", "Waste of Mind", "Feel This Way", "Walk Away", "Big Shot", "Swing", "Jag Off", "Time", "Move On", "Fly Daze", "Bootylicious Vinyl" - Bonus Tracks: "Hate", "Song 10" |
| Playmate of the Year - Fecha de lanzamiento: 22 de agosto de 2000 - Discográfica: Columbia Records - Productor: Howard Benson - Sencillos: "Playmate Of The Year", "Now Or Never" - Tracks: "I Am", "Playmate Of The Year", "Now Or Never", "Wasted", "I'm Money", "Go", "What's Goin' On?", "Subtract You", "The Hell That Is My Life", "E Generation", "Livin' Libido Loco", "In My Room" - Bonus Track: "Get Back" |
| MFZB - Fecha de lanzamiento: 21 de octubre de 2003 - Discográfica: Sony BMG, Golf Records - Productor: Cameron Webb, Marshall Altman - Sencillos: "Into You", "Rescue Me", "Hello Tomorrow", "Falling Apart" - Tracks: "Rescue Me", "Over The Edge", "Strength", "Hello Tomorrow", "The Set-Up", "Blur", "House Is Not My Home", "Into You", "Alone", "Expectations", "Falling Apart", "Let It Ride", "Type A", "Runaway", "Dear You (Far Away)", "The Fear" - Bonus Tracks: "Surrender", "Dissatisfied", "Good Thing" |
| Waste of MFZB - Fecha de lanzamiento: 22 de julio de 2004 - Discográfica: Sony BMG - Productor: Cameron Webb - Sencillos: "Are You For Real?" - Tracks: "Are You For Real?", "Let Me Go", "One Less Headache", "Burn The School Down", "Lightning Rod", "Blindside", "Veils And Visions", "One Shot", "Timing Is Everything", "Wannabe" |
| Broadcast to the World - Fecha de lanzamiento: 22 de febrero de 2006 - Discográfica: Sony BMG, SPV, ICON MES - Productor: Cameron Webb - Sencillos: "Anthem", "Postcards From Hell", "Broadcast To The World", "Karma Flavored Whisky" - Tracks: "Broadcast To The World", "Rated "U" for Ugly", "Anthem", "Enemy", "Back to Normal", "Postcards from Hell", "Karma Flavored Whisky", "Here's to You", "Wake Me Up", "Lobotomy for Dummies", "The Walking Dead", "Your New Boyfriend Wears Girl Pants" - Bonus Tracks: "Riot Girl", "Down In Flames" |
| Phoenix - Fecha de lanzamiento: 5 de agosto de 2008 - Discográfica: Sony BMG, SPV, ICON MES, EMI, Fontana North - Productor: Cameron Webb, Howard Benson - Sencillos: "Mental Health", "Hell Yeah!", "The Juggernauts" - Tracks: "HMP", "Hell Yeah!", "Just The Tip", "Mental Health", "The Juggernauts", "Death By Disco", "Be Careful What You Wish For", "Morse Code For Suckers", "Ignite", "Mike Dexter Is A God, Mike Dexter Is A Role Model, Mike Dexter Is An Asshole", "The Junkie And The Halo", "Brixton", "Hit The Ground", "Two Wrongs Don't Make A Right, But Three Rights Make A Left", "All For None And None For All", "Sorry, But Your Friends Are Hot" - Bonus Tracks: "The Art Of Breaking Up", "We're Not A Cover Band, We're A Tribute Band" |
| Panty Raid - Fecha de lanzamiento: 8 de diciembre de 2009 - Discográfica: Sony Music Japan - Productor: Jason Freese - Sencillos: "Girlfriend", "Underneath It All" - Tracks: "Survivor", "Girls Just Want to Have Fun", "Underneath It All", "Trouble", "London Bridge", "Beautiful", "Girlfriend", "The Sweet Escape", "(Introduction)", "Jenny from the block", "Rehab", "Spice Up Your Life", "(Introduction)", "Oops!... I Did It Again", "Get the Party Started", "Mickey" - Bonus tracks: "All I Want for Christmas Is You", "Who Let the Dogs Out?" |
| Get Nice! - Fecha de lanzamiento: 27 de julio de 2011 - Discográfica: Sony Music Japan, MFZB Records, 3Wise Records - Productor: Jason Freese - Sencillos: "Ricky Bobby", "Get Nice!", "She Don't Wanna Rock", "Blackout", "Nudist Priest", "Truck Stops and Tail Lights" - Tracks: "Blackout", Nothing to Lose", "She Don't Wanna Rock", "Ricky Bobby", "Get Nice!", "The Joke's on You", "Nudist Priest", "Galileo Was Wrong", "Truck Stops and Tail Lights", "I'm Definitely Not Gonna Miss You", "Too Bored to Bleed", "Kiss Your Ass Goodbye", "This is Gonna Hurt You Way More Than it's Gonna Hurt Me", "Demon Days" - Bonus tracks: "Light up the Sky", "A Freak Gasoline Fight Accident"                                                                  |
| Call Your Friends - Fecha de lanzamiento: 16 de agosto de 2013 - Discográfica: Sony Music Japan, Rude Records, 3Wise Records, MFZB Records - Productor: Jason Freese, Cameron Webb - Sencillos: "Call Your Friends" - Tracks: "Sirens", "I’m Just Here For The Free Beer", "With Friends Like These, Who Needs Herpes?", "Call Your Friends", "Murder on the Airwaves", "Public Enemy Number One", "Born To Lose", "Stick Em Up Kid!", "Automatic", "Nerd Armor", "Panic In The Streets", "Don’t Believe The Hype", "Until The Sun Comes Up", "Last Call" - Bonus tracks: " Sex, Lies & Audiotape", "Battle of the Bullshit", "Ready Steady Go" |
| The Early Years - Revisited - Fecha de lanzamiento: 21 de abril de 2015 - Discográfica: Sony Music Japan, Rude Records, MFZB Records - Productor: Cameron Webb - Sencillos: 1. "Check", "Get Back", "Jagoff", "Someday", "Playmate of the Year", "Now or Never", "Wasted", "Rescue Me", "Into You", "Hello Tomorrow", "Falling Apart", "Devil on My Shoulder" - Bonus tracks: " Sex, Lies & Audiotape" |

### Demos
- 1996 - One More Hit (Up Front Records).
- 1997 - Pre-Yellow (Up Front Records).
- 1998 - Yellow Album (Doctor Dream Records).
- 1999 - Check/ Mindtrip (Columbia Records).
- 2004 - Looted Tracks (Sony BMG).

### EP
- 2001 - Stupid Fat Americans (Sony BMG).
- 2006 - Mashup to the world (Sony BMG).
- 2008 - Not the New Album EP (ICON MES)
- 2015 - Out Of Control (Ft. Man With A Mission)(Rude Records)

### Singles
- 2006 - With Legs Like That (Columbia Records)
- 2007 - His World (2 Versions) (Wave Master Entertainment)
- 2008 - Photograps (ICON MES)
- 2008 - Politics (ICON MES)
- 2015 - Devil On My Soulder (Rude Records)
- 2015 - Out Of Control (Rude Records)
- 2015 - Lockjaw (Rude Records)
- 2015 - Blue Light Special (Rude Records)
- 2015 - Consider This My Resignation (Rude Records)

### Extras
- Matty Lewis y Ali Tabatabaee colaboraron con sus voces a la canción de Tomoya Ohtani (compositor) llamada "His World" para el juego "Sonic the Hedgehog" (2006). Esta canción consta de varias versiones: 3 vocales, y 3 o 4 instrumentales, 2 de las 3 vocales cantada por los vocalistas de Zebrahead (una versión más lenta que la otra) y otra interpretada por Crush 40, la cual no aparece en el juego pero si en el álbum soundtrack.
- La canción "Check" aparece y es parte del Soundtrack oficial del juego Tony Hawk's Pro Skater 3 en la versión de PC.
- La canción "Song 10" aparece en el videojuego Duke Nukem, Duke Nukem: Music to Score By.
- La canción "Jag Off" apareció en la película Lost & Found
- La canción "Mindtrip" aparece en la película Idle Hands
- Las canciones "Falling Apart" y "Alone" salieron en la banda sonora de "WWE Smackdown vs Raw"
- La canción "With Legs Like That" fue utilizada como tema de entrada por la diva de la WWE Maria.
- La canción "We're Not A Cover Band, We're A Tribute Band " tiene como referencia al juego "Guitar Hero III: Legends of Rock", en la parte del solo de esta canción se pueden apreciar partes de canciones aparecidas en el juego.
- Las canciones "Rescue Me" y "Falling Apart" aparecieron en el juego de PS2 "S.L.A.I Steel Lancer Arena International", como parte de la banda sonora obtenible, y como temas predefinidos de las arenas de Estados Unidos e Inglaterra.
- En el videojuego Flat Out 2, también aparece su tema lobotomy for dummies.
- Hicieron una canción llamada "O.C life" para la banda sonora de la película Orange County
- La canción "Anthem" aparece en la película Ace Ventura Jr: Pet Detective.
- La canción "Hell Yeah" apareció insturmentalmente en la primera versión de la película The Bling Ring y en un episodio de la serie Americana de TV Knight Rider. También aparece junto a "Back to Normal" de la misma forma en The Hard Times of R.J. Berger junto a "Mental Health"
- La canción "Playmate of the year" aparece en la película Dude, Where's My Car?
- La canción "Now or Never" aparece en la película Little Nicky
- Hicieron una canción llamada "Godzilla VS Tokyo" para la película de mismo nombre pero dicha canción fue removida.
- La canción "Galileo Was Wrong" apareció en el episodio 2 de la temporada 5 de la serie de MTV "Fantasy Factory"
- En varias partes de la canción "Song 10" no se puede apreciar lo que dicen, por lo que su letra es un misterio. Al parecer esta canción no tiene una letra entendíble que ni siquiera los vocalistas conocen.